# Traje de carreras

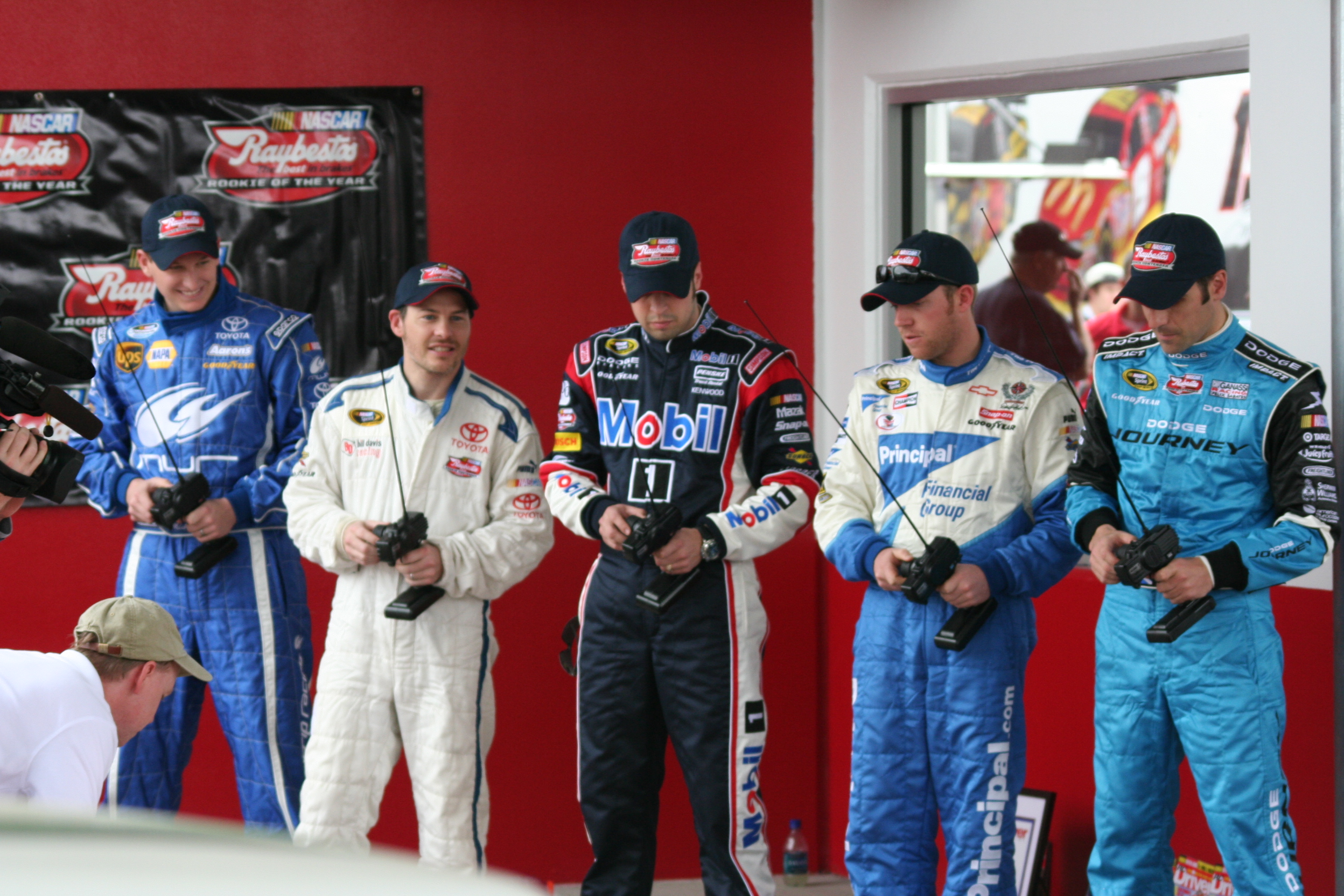
Varios pilotos de la NASCAR con trajes ignífugos puestos

Un traje de carreras o mono ignífugo es una vestimenta resistente al calor y al fuego, que los pilotos de automovilismo y motociclismo deben usar para evitar quemaduras, sea debido al contacto con el caluroso habitáculo o en caso de incendio. Estos trajes ignífugos fueron obligatorios en todas las competiciones de motor a partir de 1994, aunque en algunas competiciones ya eran obligatorios desde antes. 
Los monos de competición están formados por dos a ocho capas de una fibra sintética de Meta-Aramida conocida por la marca Nomex, aunque hay otras como la Newstar. Esta prenda debe garantizar la protección contra temperaturas de hasta 700 °C durante al menos doce segundos. La Meta-Aramida es altamente resistente a la tracción y al calor, y es sometida en laboratorio a pruebas térmicas que pueden llegar a los 1400 °C.
Entre las prendas de ropa interior encontramos camisetas, calzoncillos, calcetines y pasamontañas, todos ellos hechos igualmente de Meta-Aramida o mezclas de esta con otros textiles.<ref>http://en.tayho.com.cn/product/Product%20Properties1.htm